# Жданов, Игорь Александрович
И́горь Алекса́ндрович Жда́нов (укр. І́гор Олекса́ндрович Жда́нов; род. 29 декабря 1967 года, Винница, УССР, СССР) — украинский политический и государственный деятель. Министр молодёжи и спорта Украины со 2 декабря 2014 года по 29 августа 2019 года.

## Биография
После службы в армии, в 1992 году окончил исторический факультет Киевского государственного университета им. Шевченко. В 1994 — аспирантуру юридического факультета Киевского национального университета им. Шевченко, в 1996 — курсы университета Thames Valley (Великобритания).
В 1993 — внештатный консультант Комитета Верховной рады по вопросам молодёжи, спорта и туризма. В 1994 — представитель кандидата в президенты Украины Леонида Кучмы в Центральной избирательной комиссии.
В 1994—1995 гг. — сотрудник юридического управления Администрации президента Украины и в группе помощников Президента Украины. Вместе с группой подал в отставку в знак протеста против политики Главы Администрации Дмитрия Табачника.
В 1995—1997 гг. и 1999—2005 гг. — директор политико-правовых программ Украинского центра экономических и политических исследований. Автор более 100 научных статей.
В 1997—1999 гг. — помощник Заместителя Секретаря Совета национальной безопасности и обороны Александра Разумкова.
С 2002 г. — внештатный консультант Комитета Верховной рады по вопросам борьбы с организованной преступностью и коррупцией.
В 2004 г. — ведущий аналитик предвыборного штаба кандидата в президенты Украины Виктора Ющенко.
В 2005—2007 гг. — первый заместитель председателя Центрального исполнительного комитета Народного Союза «Наша Украина», член Политического Совета партии. В 2008 году вышел из партии в знак протеста против политики Ющенко.
С мая 2008 г. — президент Аналитического центра «Открытая политика».
С 2012 г. — глава общественного совета при МИД Украины.
Активный участник Евромайдана — комендант Евромайдана, член «Совета Майдана», затем волонтёр в вооружённом конфликте на востоке Украины. После победы Евромайдана выдвигался кандидатом на пост первого вице-премьера Украины.
В 2014 г. — руководитель предвыборного штаба кандидата в президенты Украины Юлии Тимошенко. На парламентских выборах 2014 года избран народным депутатом Украины от партии «Батькивщина» (№ 10 в избирательном списке).
2 декабря 2014 года коалиция в лице партий «Блок Петра Порошенко», «Народный фронт», «Самопомощь», «Радикальная партия Олега Ляшко» и «Батькивщины» сформировала проект нового состава правительства, где Жданов занял пост министра молодёжи и спорта. Верховная рада приняла этот состав, в поддержку чего проголосовало 288 народных депутатов. Согласно законодательству, парламент 300 голосами досрочно прекратил депутатские полномочия Жданова.
14 апреля 2016 года Второе правительство Яценюка было отправлено в отставку, в новом правительстве Гройсмана сохраняет должность министра молодёжи и спорта Украины.
В марте 2018 года Игорь Жданов заявил о том, что Украина не пошлёт на Универсиаду-2019 в Красноярск своих спортсменов. Кроме того, он пригрозил некими последствиями тем спортсменам, которые решат поехать на эти соревнования под нейтральным флагом: «На Универсиаду точно никто не поедет. Может, кто-то отправится под каким нейтральным флагом, но потом будем разбираться с этими спортсменами. Также мы не будем финансировать членов национальной сборной, которые хотят выступать в России. Я не буду подписывать приказы об их участии в этих соревнованиях и эти соревнования не будут включены в единый соревновательный план. Они не будут приносить званий и не будут официальными».
В октябре 2019 года вошёл в состав совета учредителей Всемирного антидопингового агентства (WADA). На этой должности заявил о том, что будет бороться за отлучение России от мирового спорта.

## Семья
Женат, имеет сына и дочь.
Увлечения: история, фантастика, футбол, настольный теннис, шахматы.
В декларации о доходах за 2013 год не указал наличие жилого дома площадью 229,8 квадратных метров.

## Государственные награды
- Орден «За заслуги» ІІІ степени (9 сентября 2017)[8]